# Tombe de la Corniche
La tombe de la Corniche (en italien, Tomba della Cornice) est une tombe étrusque de la nécropole de Banditaccia à Cerveteri.

## Description
Cette tombe à plusieurs chambres funéraires du type a camera (avec voûte à deux pentes et poutre faîtière simulée) imite l'intérieur d'un habitat étrusque, et son nom est dû  à une corniche qui court le long des parois de la chambre principale ; elle comporte également deux trônes avec repose-pieds de chaque côté de la porte. 